# Cap Henry
Le cap Henry est un cap situé dans l'État de Virginie sur la côte Est des États-Unis ; il ferme, au sud, la baie de Chesapeake.
De l’autre côté de l’embouchure de la baie au nord se trouve le cap Charles, le point opposé de la porte d’entrée de la baie. Nommé d’après deux fils du roi Jacques Ier d’Angleterre en 1607, le cap Henry et le cap Charles forment ensemble les caps de Virginie.

## Histoire
Ce cap est nommé ainsi en 1607 en l'honneur de Henri-Frédéric Stuart, prince de Galles, fils ainé du roi Jacques Stuart, par une expédition de la Compagnie de Londres, branche de la Virginia Company, menée par le capitaine Christopher Newport.